# NGC 4036

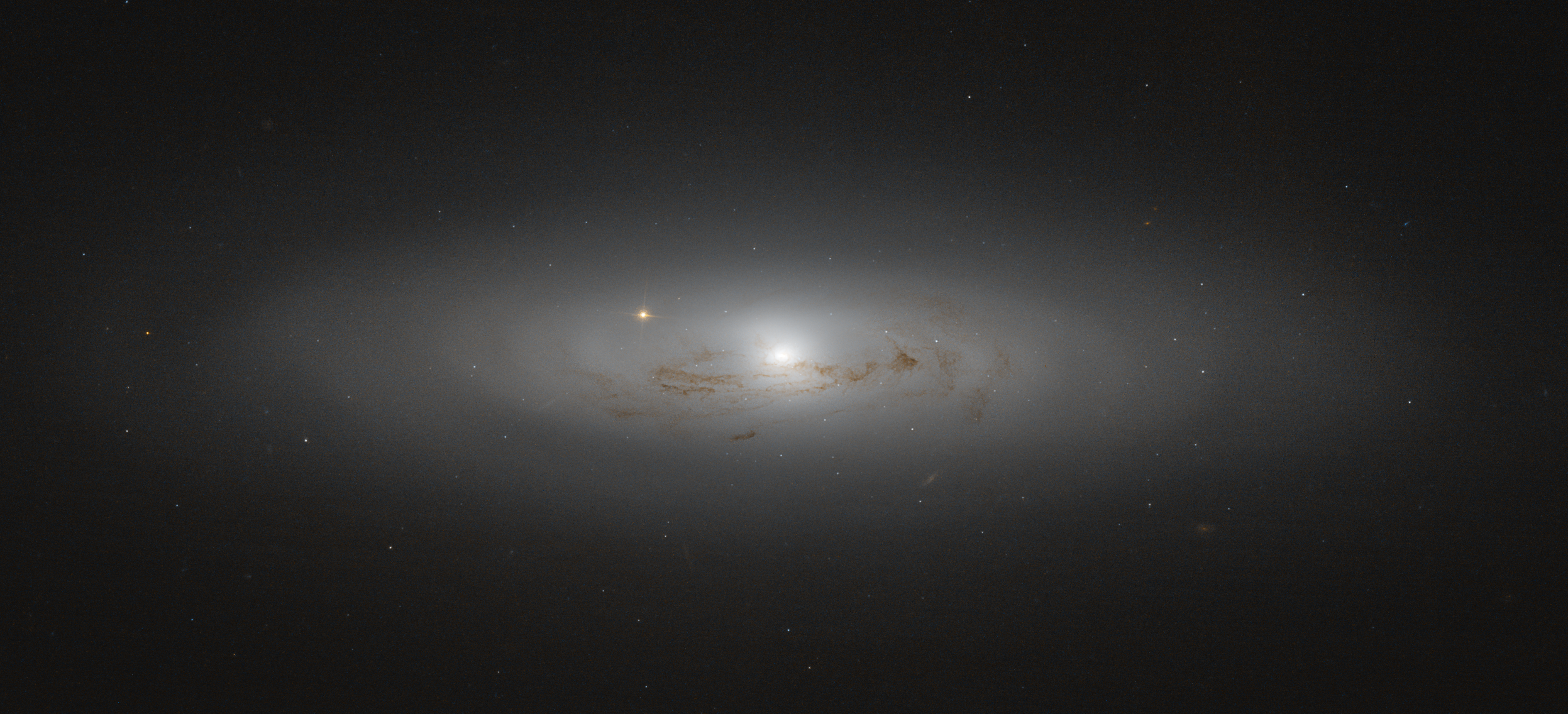
NGC 4036 par le télescope spatial Hubble.

NGC 4036 est une galaxie lenticulaire située dans la constellation de la Grande Ourse. NGC 4036 a été découverte par l'astronome germano-britannique William Herschel en 1790.

## Caractéristiques
NGC 4036 est une galaxie LINER, c'est-à-dire une galaxie dont le noyau présente un spectre d'émission caractérisé par de larges raies d'atomes faiblement ionisés.

### Distance
Sa vitesse par rapport au fond diffus cosmologique est de 1 515 ± 10 km/s, ce qui correspond à une distance de Hubble de 22,3 ± 1,5 Mpc (∼72,7 millions d'al).
À ce jour, huit mesures non basées sur le décalage vers le rouge (redshift) donnent une distance de 21,188 ± 6,896 Mpc (∼69,1 millions d'al), ce qui est à l'intérieur des valeurs de la distance de Hubble.

### Morphologie
NGC 4036 a été utilisée par Gérard de Vaucouleurs comme une galaxie de type morphologique SAB(s)0+ dans son atlas des galaxies,.

## Trou noir supermassif
Selon une étude publiée en 2009 et basée sur la vitesse interne de la galaxie mesurée par le télescope spatial Hubble, la masse du trou noir supermassif au centre de NGC 4036 serait comprise entre 36 millions et 190 millions de {\displaystyle M_{\odot }}.

## Supernova
La supernova SN 2007gi a été découverte dans NGC 4036 le 31 juillet 2007 à Yamagata au Japon par l'astronome japonais Koichi Itagaki. Cette supernova était de type Ia.

## Groupe de NGC 4125 et de NGC 4036
Selon un article publié par Abraham Mahtessian en 1998, NGC 4036 fait partie d'un groupe de galaxies qui compte au moins 12 membres, le groupe de NGC 4125. Les autres galaxies de ce groupe sont NGC 3796, NGC 3945, NGC 4041, NGC 4081, NGC 4125, NGC 4205, NGC 4391, NGC 4441, IC 758, UGC 7009 et UGC 7020A, respectivement désignées comme 1159+6237 et 1200+6439 pour les galaxies CGCG 1159.2+6237 et 1200.1+6439.
D'autre part, dans un article publié par A.M. Garcia en 1993, les galaxies NGC 4036, NGC 4041, IC 758, UGC 7009 font partie d'un groupe de galaxies de 5 membres, le groupe de NGC 4036. L'autre galaxie ajouté à ce groupe par Garcia est UGC 7019. Garcia mentionne aussi le groupe de NGC 4125, mais il n'y inclut que quatre galaxies, à savoir NGC 4081, NGC 4125, NGC 4205 et UCG 7020A.
Les galaxies NGC 3796, NGC 3945, NGC 4391 et NGC 4441 ne font pas partie des deux listes de Garcia.
Puisque la galaxie NGC 4121 forme une paire de galaxies avec NGC 4125, elle devrait être ajoutée au groupe de NGC 4125.